# Škoda Fabia
A Škoda Fabia egy kiskategóriás autótípus, amelyet a Volkswagen-konszern cseh márkája, a Škoda Auto gyárt 1999 óta. Eddig 4 generációt ért meg, a legújabb változatot 2021-ben mutatták be. A modell elérhető volt kombi és szedán változatokban is. A modell magyar bemutatója ismeretlen. A Škoda Fabia Magyarországon is nagyon népszerű kisautóként ismert.

## Első generáció (1999-2007, Typ 6Y)
Az első generáció a frankfurti autószalonon mutatkozott be. Az autó egy platformot használ társmodelljeivel, a Volkswagen Polóval és a SEAT Ibizával. 2000-ben a kombi verzió is bemutatkozott. 2003-ban VRS néven egy sportosabb változatot is megjelentettek. 2004-ben felújításon esett át, melynek során új hátsó lámpákat, új hűtőrácsot és új kormánykereket kapott. 2006-ban újabb ráncfelvarráson esett át a Fabia, ekkor négy új szín került a palettára, valamint hárompontos biztonsági öveket és hátsó fejtámlákat kapott. Az első generációs Škoda Fabiát 1999-től 2007-ig gyártották. Dízel- és benzinmotorokkal volt elérhető. Kishaszonjármű változata is volt, Škoda Praktik néven, amely a kombi "lefalazott" verziója volt.
| Modell          | Henger | Vezérlés | Szelep | Térfogat | Max. teljesítmény          | Max. nyomaték      | Motorkód      | Gyártási idő    | Kivitel                  | Környezetvédelmi osztály |
| --------------- | ------ | -------- | ------ | -------- | -------------------------- | ------------------ | ------------- | --------------- | ------------------------ | ------------------------ |
| Otto motor      |        |          |        |          |                            |                    |               |                 |                          |                          |
| 1.0             | 4      | OHV      | 8      | 997      | 37 kW (50 PS) / 5000       | 84 Nm / 2750       | AQV, ATY, ARV | 12/1999-04/2000 | ferdehátú                | ARV: EU2 ATY: EU4        |
| 1.2 HTP         | 3      | OHC      | 6      | 1198     | 40 kW (54 PS) / 4750       | 106 Nm / 3000      | AWY, BMD      | 08/2002-16/2006 | ferdehátú, kombi, szedán | AWY: EU4                 |
| 1.2 12V HTP     | 3      | DOHC     | 12     | 1198     | 47/50 kW (64/86 PS) / 5400 | 112 nm / 3000      | AZQ, BME      | 01/2003-12/2007 | ferdehátú, kombi, szedán | AZQ: EU4                 |
| 1.4 MPI         | 4      | OHV      | 8      | 1397     | 44 kW (60 PS) / 5000       | 118 Nm / 2600      | AZE, AZF      | 04/2000-04/2003 | ferdehátú, kombi         |                          |
| 1.4 MPI         | 4      | OHV      | 8      | 1397     | 50 kW (68 PS) / 5000       | 120 Nm / 2500      | AME, AQW, ATZ | 12/1999-04/2003 | ferdehátú, kombi, szedán | AME: EU2 ATZ: EU4        |
| 1.4 16V         | 4      | DOHC     | 16     | 1390     | 55 kW (75 PS) / 5000       | 126 Nm / 3800      | AUA, BBY, BKY | 04/2000-12/2007 | ferdehátú, kombi, szedán | AUA, BBY: EU4            |
| 1.4 16V         | 4      | DOHC     | 16     | 1390     | 59 kW (80 PS) / 5000       | 132 Nm / 3800      | BUD           | 04/2006-12/2007 | kombi, szedán            |                          |
| 1.4 16V         | 4      | DOHC     | 16     | 1390     | 74 kW (101 PS) / 6000      | 126 Nm / 4400      | AUB, BBZ      | 12/1999-12/2004 | ferdehátú, kombi, szedán | EU4                      |
| 2.0             | 4      | OHC      | 8      | 1984     | 85 kW (115 PS) / 5400      | 170 Nm / 2400      | AZL, BBX      | 11/2000-12/2007 | ferdehátú, kombi, szedán | EU4 ?                    |
| 2.0             | 4      | OHC      | 8      | 1984     | 88 kW (120 PS) / 5600      | 174 Nm / 2400      | ATF           | 1999-2000       | ferdehátú                | EU4 ?                    |
| Dízel motor     |        |          |        |          |                            |                    |               |                 |                          |                          |
| 1.9 SDI         | 4      | OHC      | 8      | 1896     | 47 kW (64 PS) / 4000       | 125 Nm / 1600-2800 | ASY           | 12/1999-09/2005 | ferdehátú, kombi, szedán | EU3                      |
| 1.4 TDI (PD)    | 3      | OHC      | 6      | 1422     | 51 kW (70 PS) / 4000       | 155 Nm / 1600-2088 | BNM           | 09/2005-12/2007 | ferdehátú, kombi, szedán |                          |
| 1.4 TDI (PD)    | 3      | OHC      | 6      | 1422     | 55 kW (75 PS) / 4000       | 195 Nm / 2200      | AMF           | 06/2003-09/2005 | ferdehátú, kombi, szedán | EU3                      |
| 1.4 TDI (PD)    | 3      | OHC      | 6      | 1422     | 59 kW ( 80 PS) / 4000      | 195 Nm / 2200      | BNV           | 09/2005-12/2007 | ferdehátú, kombi, szedán |                          |
| 1.9 TDI (PD)    | 4      | OHC      | 8      | 1896     | 74 kW (100PS) / 4000       | 240 Nm / 1800-2400 | ATD, AXR      | 12/1999-12/2007 | ferdehátú, kombi, szedán | ATD: EU3 AXR: EU4        |
| 1.9 TDI RS (PD) | 4      | OHC      | 8      | 1896     | 96 kW (130 PS) / 4000      | 310 Nm / 1900      | ASZ, BLT      | 06/2003-12/2006 | ferdehátú                |                          |

## Második generáció (2007-2014, Typ 5J)

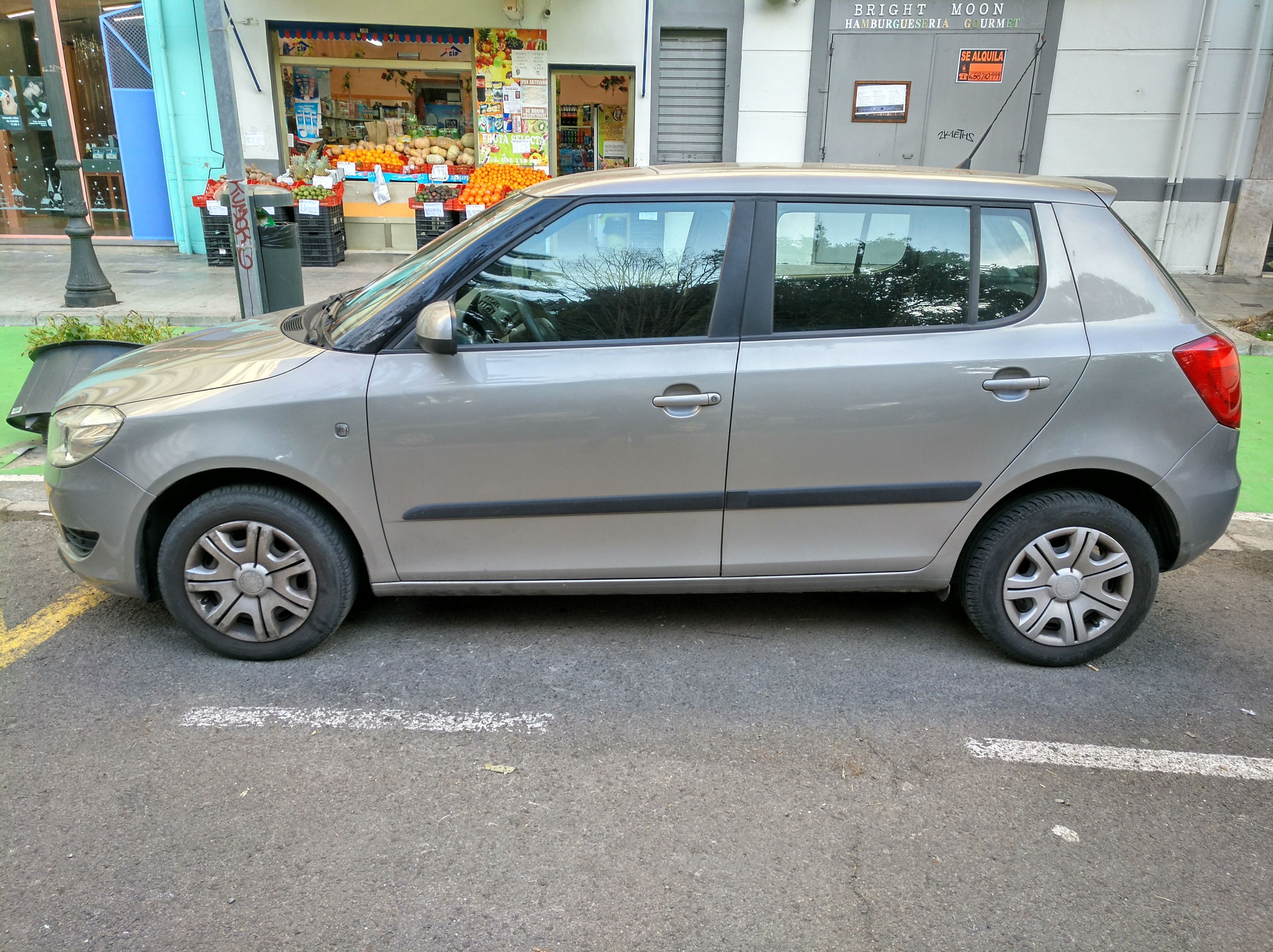

A 2007-ben megjelent második generáció egy teljesen új stílusirányzatot mutatott be. A Fabia hosszabb lett elődjénél, valamint megjelentek rajta a cég 2006-ban bemutatkozott kis egyterűjének, a Škoda Roomsternek a stílusjegyei. A Kombi verzió nem sokkal később jelent meg. Habár a Volkswagen Polóval és a SEAT Ibizával való rokonság megmaradt, az autó ezúttal megosztotta padlólemezét a SEAT Córdobával, a Škoda Rapiddal és a Škoda Roomsterrel is. Az új modellből már nem jelent meg szedán változat és a sportos "felpaprikázott" RS-re is várni kellett 2010-ig. A "Praktik" név visszatért ennél a generációnál is, viszont ezúttal már a Roomstert néven futott tovább. 2010-ben faceliften, ráncfelvarráson esett át az autó. Megújították a ködlámpákat és új kormánykereket kapott. A külsőn is megjelentek változások. A második Fabiát 2007-től 2014-ig gyártotta a Škoda. 

## Harmadik generáció (2014-2021, Typ NJ)

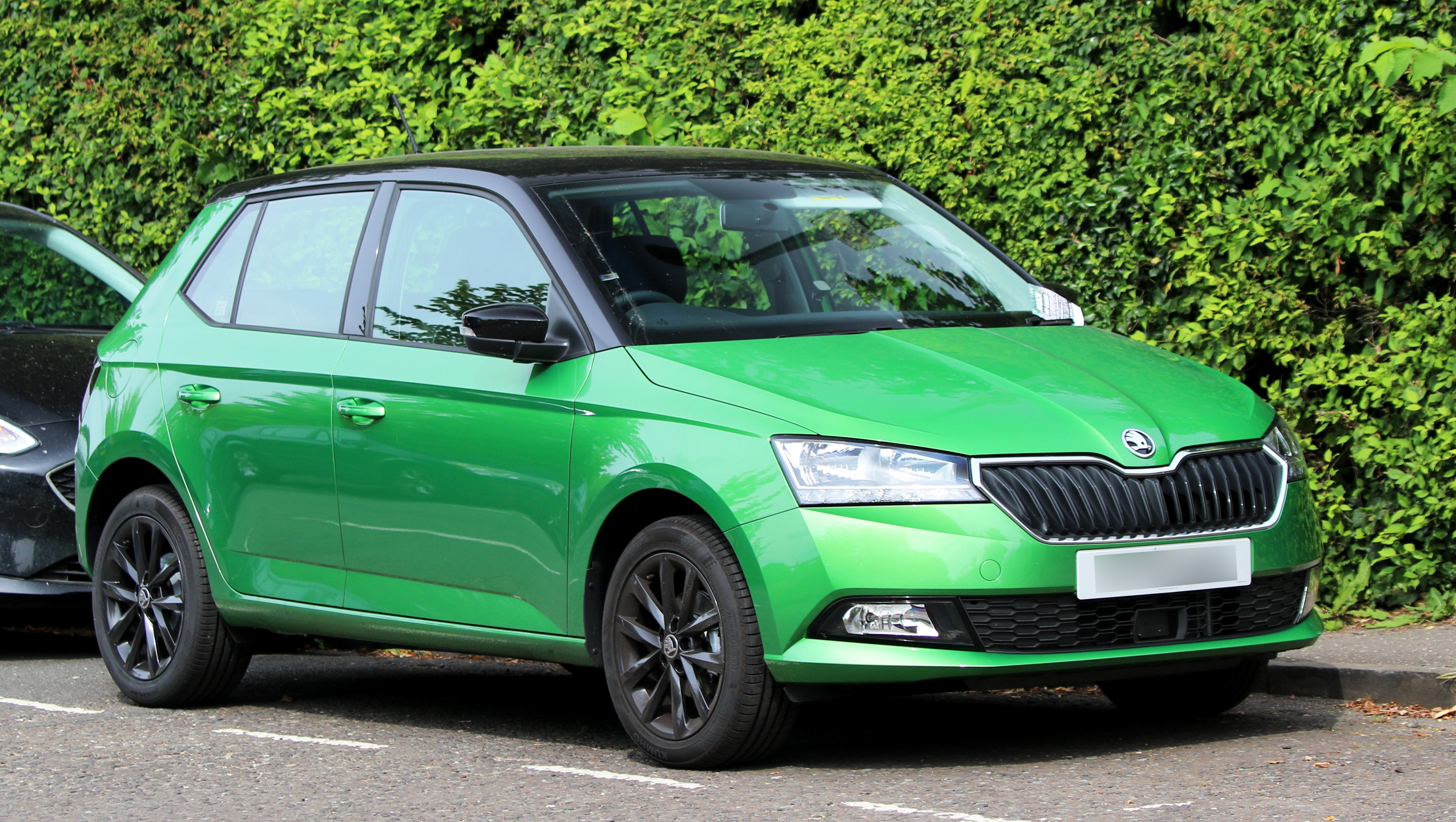

2014-2021 a harmadik generáció is megjelent. Az új modell gyökeresen szakított az első két generáció stílusirányzatával. A típus stílusjegyei hamarosan megjelentek más Škodákon is. A rokonság a SEAT Ibizával és a VW Polóval megmaradt, az új Fabia viszont megosztotta padlólemezét az Audi A1-gyel is. Szedán és sportos verzió ebből a generációból egyáltalán nem készült. A Kombi változat nem sokkal az ötajtós modell után mutatkozott be. Az új Fabia díjakat is nyert.

## Negyedik generáció (2021-napjainkban)
Az új Fabia modell weboldala
Hosszúság: 4108 mm
Szélesség: 1780 mm
Tengelytáv: 2564 mm

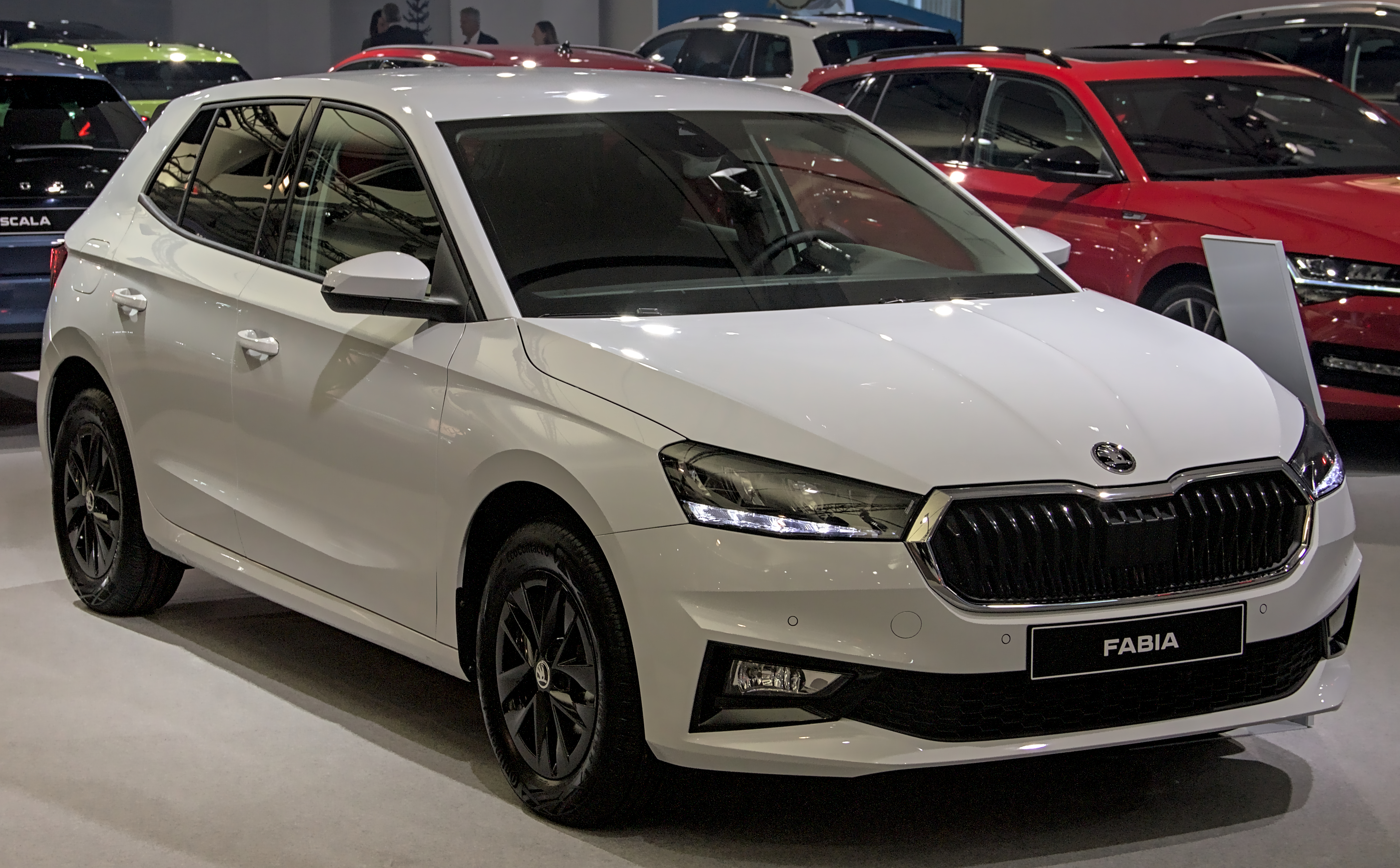

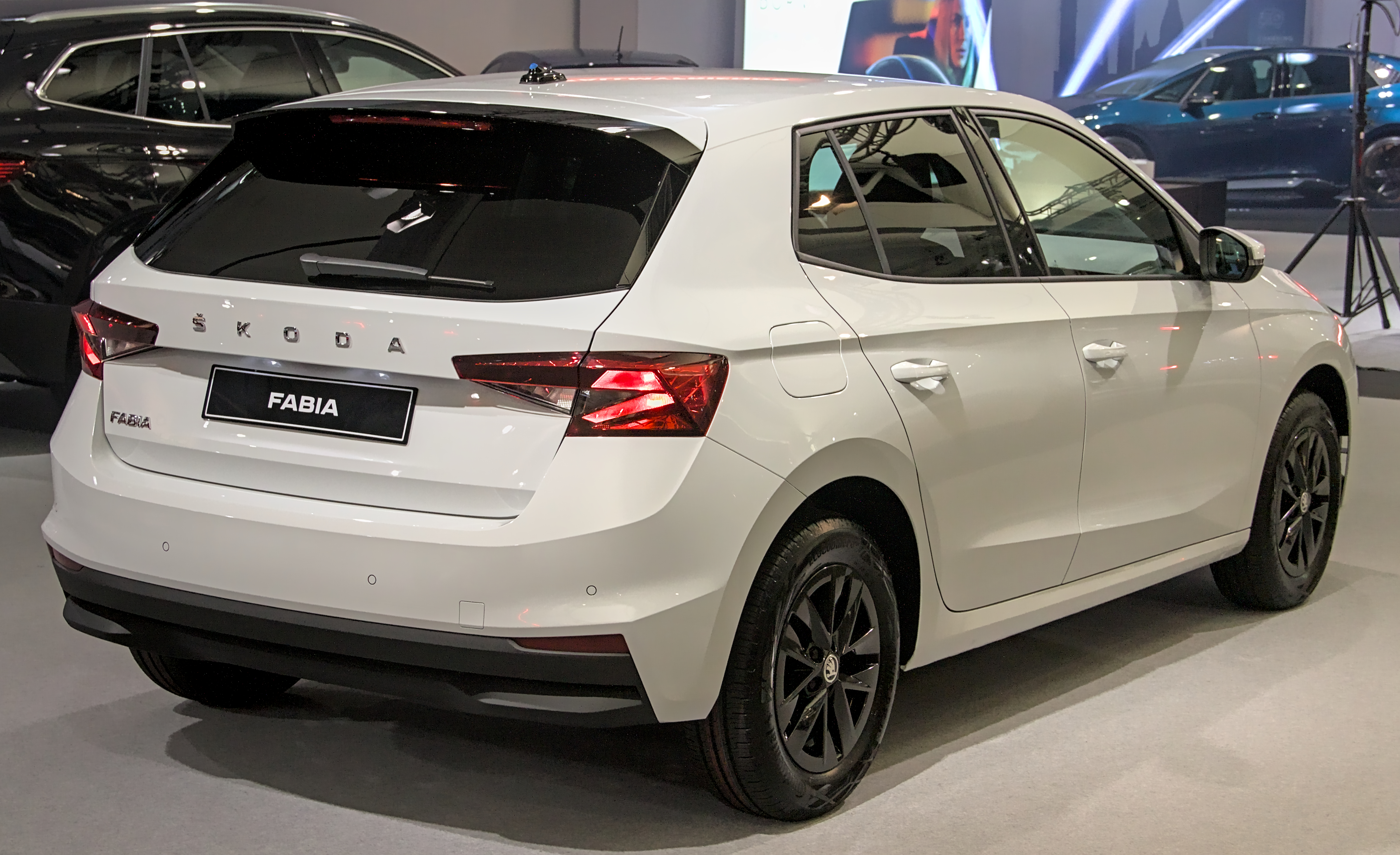

Csomagtartó: 380 l (hátsó ülések lehajtásával 1190 literre bővíthető.)
Motorkínálat
| Motor       | Hengerek száma | Max. teljesít-mény – kW (LE) | Max. forgató-nyomaték (Nm) | Sebesség-váltó               | Max. sebesség* (km/h) | Gyor-sulás 0-100 km/h*(s) | Üzemanyag-fogyasztás, kombinált*(l/100 km) | Szén-dioxid-kibocsátás*(g/km) |
| 1.0 MPI EVO | 3              | 48 (65)                      | 93                         | ötfokozatú, manuális         | 172                   | 15,5                      | 5,1                                        | 116-131                       |
| 1.0 MPI EVO | 3              | 59 (80)                      | 93                         | ötfokozatú, manuális         | 179                   | 15,1                      | 5,1                                        | 116-131                       |
| 1.0 TSI EVO | 3              | 70 (95)                      | 175                        | ötfokozatú, manuális         | 195                   | 10,6                      | 5,1                                        | 113-128                       |
| 1.0 TSI EVO | 3              | 81 (110)                     | 200                        | hatfokozatú man./hét-fok.DSG | 205                   | 9,7/9,5                   | 5/5,5                                      | 114-128/ 125-139              |
| 1.5 TSI EVO | 4              | 110 (150)                    | 250                        | hétfokozatú DSG              | 225                   | 7,9                       | 5,6                                        | 128-142                       |

## Rali
A modell mind a négy generációja nagyon sikeres volt a raliversenyeken is. Az első generáció raliváltozata Fabia WRC néven jelent meg, a második generáció már Fabia S2000 néven gördült ki a versenypályákra, míg a harmadik generáció raliautó változata pedig Fabia R5 néven mutatkozott be, és végül a negyedik generáció, ami Fabia Rally2 EVO néven elérhető.